# Phebalium squamulosum
Phebalium squamulosum är en vinruteväxtart. Phebalium squamulosum ingår i släktet Phebalium och familjen vinruteväxter.

## Underarter
Arten delas in i följande underarter:
- P. s. alpinum
- P. s. argenteum
- P. s. gracile
- P. s. longifolium
- P. s. squamulosum